# Лотар де Мезьєр
Лотар де Мезьєр (нім. Lothar de Maizière; нар. 2 березня 1940, Нордгаузен) — німецький політик, християнський демократ.

## Життєпис
Народжений 2 березня 1940 року в м. Нордгаузені.
У 1958 році закінчив гімназію «У Сірого монастиря» в Берліні, у 1959—1965 роках вивчав музику в Музичній академії Ганса Айслера в Берліні за спеціальністю «альт».
За віросповіданням є протестантом.
12 квітня 1990 року очолив новий уряд після перших демократичних виборів у НДР 18 березня 1990 р., на яких «Демократичний прорив» зазнав цілковитої поразки, отримавши менше 1 % голосів. Цікаво, що Ангела Меркель отримала посаду заступника прес-секретаря в новому уряді. Утратив свою посаду після скандалу з Ґюнтером Кравзе, уповноваженим від уряду НДР, який підписав епохальну угоду про об'єднання Німеччини 31 серпня 1990 р.